# Броды (Витебская область)
Броды (бел. Броды) — деревня в Бешенковичском районе Витебской области Беларуси. Входит в состав Улльского сельсовета.

## География
Деревня находится в центральной части Витебской области, на правом берегу реки Свечанки, при автодороге Р-113, на расстоянии приблизительно 14 километров (по прямой) к северо-западу от городского посёлка Бешенковичи, административного центра района. Абсолютная высота — 134 метра над уровнем моря. Площадь населённого пункта — 0,276 км².

## История
По состоянию на 1906 год, в деревне насчитывалось 13 дворов и проживало 135 человек (68 мужчин и 67 женщин). В административном отношении входила в состав Слиощинского сельского общества Улльской волости Лепельского уезда Витебской губернии.
До 17 июля 1964 года Броды входили в состав Сокоровского сельсовета.

## Население
По данным переписи 2019 года, в деревне проживало 16 человек.
| Год  | Население, человек |
| ---- | ------------------ |
| 1906 | 135                |
| 2009 | ↘ 30               |
| 2019 | ↘ 16               |